# جوسيف فريدريش ماتيس
جوسيف فريدريش ماتيس (بالألمانية: Josef Friedrich Matthes)‏ (و. 1886 – 1943 م) هو سياسي، وصحفي ألماني، ولد في فورتسبورغ، كان عضوًا في الحزب الديمقراطي الاجتماعي الألماني، توفي في معسكر الاعتقال داكاو، عن عمر يناهز 57 عاماً.